# شرشتتن
شرشتتن (به آلمانی: Scherstetten) یک شهر در آلمان است که در آوگسبورگ واقع شده‌است.